# Emil Bellander
Emil Alejon Bellander, född 5 januari 1994 i Uppsala, är en svensk fotbollsspelare (anfallare).

## Karriär
Bellander är uppväxt i Uppland och har en svensk mamma och en amerikansk pappa. Hans moderklubb är Alunda IF. Som trettonåring flyttade han tillsammans med sin familj till Gävle och bytte samtidigt klubb till Gefle IF från Tierps IF. I mars 2013 skrev han på ett treårskontrakt med klubben. I maj 2013 var han med i Borgarskolans lag som vann skol-SM på gymnasienivå, efter ha besegrat Aspero med 3–2 i finalen. I sin första allsvenska start gjorde Emil Bellander sitt första allsvenska mål mot Djurgårdens IF.
I juni 2015 lånades Bellander ut till IF Brommapojkarna för resten av säsongen.
I januari 2017 värvades Bellander av Åtvidabergs FF, där han skrev på ett tvåårskontrakt. I mars 2018 skrev Bellander på för division 1-klubben Sandvikens IF. I januari 2021 förlängde han sitt kontrakt med ett år. Efter säsongen 2021 lämnade Bellander klubben.
I april 2022 blev Bellander klar för spel i Vasalunds IF i Ettan Norra. Han gjorde nio mål på 25 matcher i Ettan Norra 2022. I november 2022 värvades Bellander av Skövde AIK, där han skrev på ett tvåårskontrakt. I juli 2023 återvände Bellander till Vasalunds IF.

## Karriärstatistik
| Klubb                   | Säsong             | Liga               | Liga    | Liga | Svenska cupen | Svenska cupen | Övrigt  | Övrigt | Totalt  | Totalt |
| Klubb                   | Säsong             | Division           | Matcher | Mål  | Matcher       | Mål           | Matcher | Mål    | Matcher | Mål    |
| ----------------------- | ------------------ | ------------------ | ------- | ---- | ------------- | ------------- | ------- | ------ | ------- | ------ |
| Gefle IF                | 2013               | Allsvenskan        | 9       | 0    | 0             | 0             | 1       | 0      | 10      | 0      |
| Gefle IF                | 2014               | Allsvenskan        | 14      | 1    | 1             | 0             | —       | —      | 15      | 1      |
| Gefle IF                | 2015               | Allsvenskan        | 7       | 0    | 1             | 1             | —       | —      | 8       | 1      |
| Gefle IF                | 2016               | Allsvenskan        | 6       | 1    | 0             | 0             | —       | —      | 6       | 1      |
| Gefle IF                | Totalt             | Totalt             | 36      | 2    | 2             | 1             | 1       | 0      | 39      | 3      |
| IF Brommapojkarna (lån) | 2015               | Superettan         | 4       | 1    | 0             | 0             | —       | —      | 4       | 1      |
| Åtvidabergs FF          | 2017               | Superettan         | 23      | 2    | 4             | 2             | —       | —      | 27      | 4      |
| Sandvikens IF           | 2018               | Division 1 Norra   | 27      | 13   | 2             | 1             | —       | —      | 29      | 14     |
| Sandvikens IF           | 2019               | Division 1 Norra   | 26      | 11   | 0             | 0             | —       | —      | 26      | 11     |
| Sandvikens IF           | 2020               | Ettan Norra        | 28      | 12   | 3             | 0             | —       | —      | 31      | 12     |
| Sandvikens IF           | 2021               | Ettan Norra        | 8       | 0    | 1             | 0             | —       | —      | 9       | 0      |
| Sandvikens IF           | Totalt             | Totalt             | 89      | 36   | 6             | 1             | —       | —      | 95      | 37     |
| Vasalunds IF            | 2022               | Ettan Norra        | 25      | 9    | 1             | 0             | —       | —      | 26      | 9      |
| Skövde AIK              | 2023               | Superettan         | 8       | 1    | 3             | 0             | —       | —      | 11      | 1      |
| Vasalunds IF            | 2023               | Ettan Norra        | 15      | 2    | 0             | 0             | —       | —      | 15      | 2      |
| Vasalunds IF            | 2024               | Ettan Norra        | 28      | 3    | 0             | 0             | —       | —      | 28      | 3      |
| Vasalunds IF            | Totalt             | Totalt             | 43      | 5    | 0             | 0             | —       | —      | 43      | 5      |
| Totalt i karriären      | Totalt i karriären | Totalt i karriären | 228     | 56   | 16            | 4             | 1       | 0      | 245     | 60     |

1. ↑  Match i Europa League 2013/2014 mot Qarabağ FK.[15]